# Шестаково (Волоколамский район)
Шестако́во — село в Волоколамском районе Московской области России.
Относится к Теряевскому сельскому поселению, до муниципальной реформы 2006 года — центр Шестаковского сельского округа. Население — 753 чел. (2010).

## География
Расположено примерно в 25 км к северо-востоку от города Волоколамска, на правом берегу реки Локнаш (бассейн Иваньковского водохранилища), в 1,8 км от автодороги Р107 Клин — Лотошино. В селе три улицы — Новая, Овражная и Полевая. Ближайшие населённые пункты — деревни Танково, Еремеево, Березниково и Занино. Связано автобусным сообщением с г. Волоколамском и г. Клином.

## Население
| 1852 | 1859 | 1886 | 1890 | 1899 | 1926 | 2002 |
| ---- | ---- | ---- | ---- | ---- | ---- | ---- |
| 237  | ↘225 | ↗256 | ↗340 | ↘230 | ↗332 | ↗752 |
| 2006 | 2010 |      |      |      |      |      |
| ↗754 | ↘753 |      |      |      |      |      |

## История
В грамоте князя Дмитрия Ивановича Немого, 1562 г. упоминается как село Локныш, по расположению на реке Локныш (Локнаш). В 1627-м и 1640-м годах — погост Локныш, в материалах межевания 1769 г. — Шестаково.

Пречистыя Богородицы Иосифова монастыря вотчина пустошь, что было село, Лакныш, Шестаково тож, на речке Лакныше, а в ней место церковное Рождества Пречистыя Богородицы, да Николы Чудотворца, да Великия Христовы мученицы Параскевы, нареченныя Пятницы; пашни церковныя лесом поросло 10 четвертей в поле, а в дву потомуж, сена 15 копен.— писцовые книги 1625—1626 гг. Рузского уезда, Локнашского стана
В «Списке населённых мест» 1862 года Шестакова — казённое село 1-го стана Клинского уезда Московской губернии по левую сторону Волоколамского тракта, в 35 верстах от уездного города, при реке Шаховке, с 43 дворами, православной церковью и 225 жителями (102 мужчины, 123 женщины).
По данным на 1890 год входило в состав Калеевской волости Клинского уезда, число душ составляло 340 человек.
В 1913 году — 41 двор, располагались квартира полицейского урядника, почтово-телеграфное отделение, земское училище, казённая винная лавка и пивная лавка.
В 1917 году Калеевская волость была передана в Волоколамский уезд.
По материалам Всесоюзной переписи населения 1926 года — центр Шестаковского сельсовета Калеевской волости Волоколамского уезда, проживало 332 жителя (147 мужчин, 185 женщин), насчитывалось 63 хозяйства, среди которых 56 крестьянских, имелась школа.
С 1929 года — населённый пункт в составе Волоколамского района Московской области.

## Достопримечательности

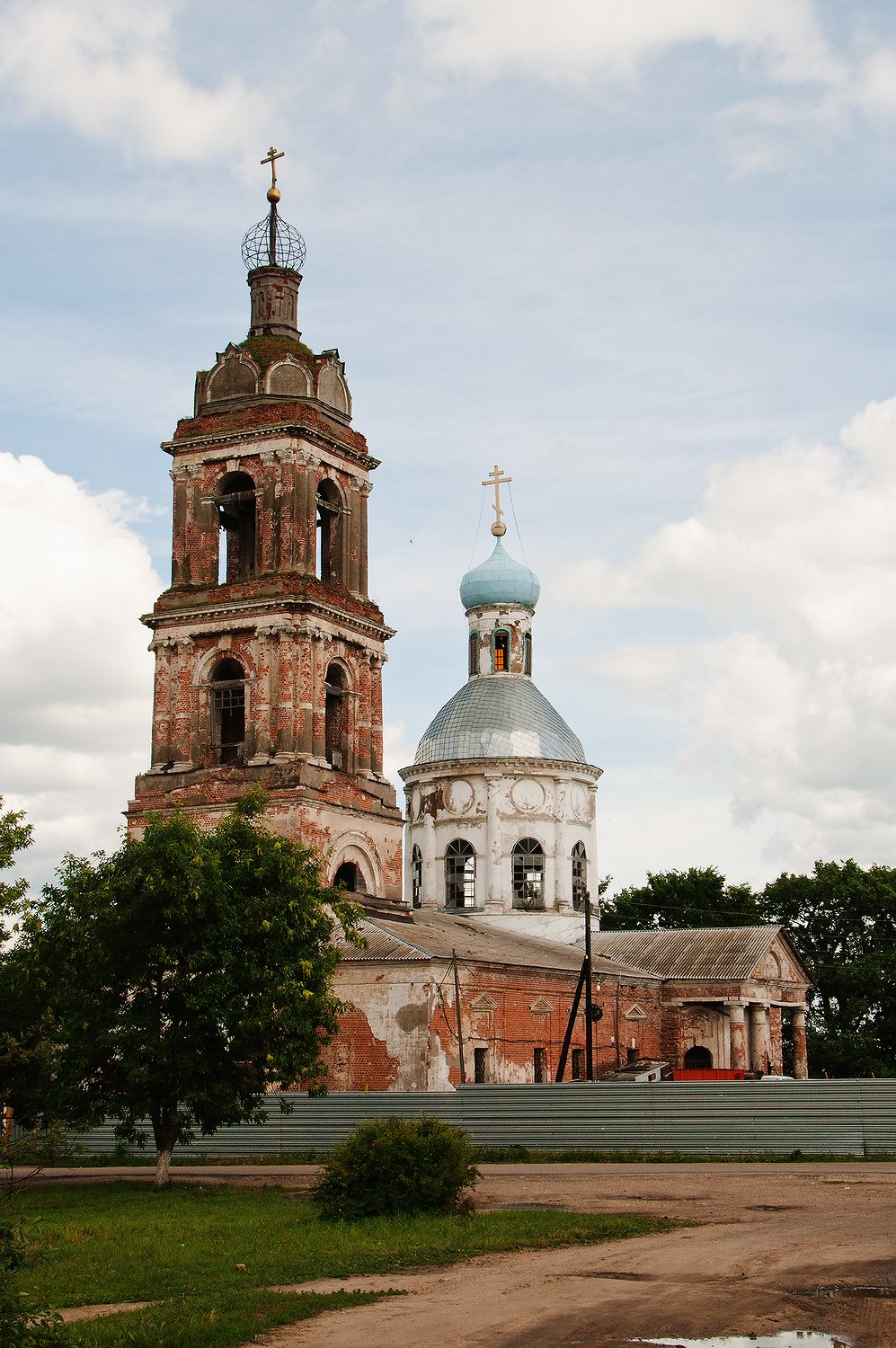
Церковь Рождества Пресвятой Богородицы в Шестаково

В селе расположена Церковь Рождества Пресвятой Богородицы, построенная в 1819 году по проекту архитектора Д. Ф. Борисова. Относится к стилю классицизм и является памятником архитектуры федерального значения. В здании устроена автомастерская, в части церкви проводятся службы.

## Археологические раскопки
В августе 2002 года на поле села Шестаково было найдено 272 человеческих скелета. По одной из версий это останки участников Великой Отечественной войны. Помимо костей в поле были обнаружены глиняные черепки, относящиеся к XII, XIII, XIV и XVI векам.